# Loamneș
Loamneș (en hongrois : Ladamos, en allemand : Ladmesch) est une commune du județ de Sibiu en Roumanie.